# Plage de Chilches
La Plage de Chilches est une plage de Vélez-Malaga, sur la Costa del Sol dans la province de Malaga (Andalousie, Espagne). Il s'agit d'une plage semi-urbaine de sable sombre avec des vagues modérés située dans la commune de Chilches. Elle fait environ 2 500 mètres de longueur et 25 mètres de large en moyenne, bien que sa taille varie énormément dans quelques zones. C'est une plage avec un taux d'occupation moyen et elle comporte uniquement des services basiques.